# Dragon (Schiff, 1918)
Die Dragon war ein Leichter Kreuzer der Royal Navy im Zweiten Weltkrieg und gehörte zur Danae-Klasse. Das Kriegsschiff wurde am 15. Januar 1943 an die Polnische Marine übergeben.
Der Kreuzer wurde am 8. Juli 1944 vor der Küste der Normandie durch ein deutsches Kleinst-U-Boot schwer beschädigt und später selbstversenkt.

## Bau und konstruktive Merkmale
Das Schiff wurde am 24. Januar 1917 in Greenock bei Glasgow auf Kiel gelegt, lief am 29. Dezember 1917 vom Stapel und wurde am 16. August 1918 in Dienst gestellt.
Das Schiff war mit 29 Knoten (54 km/h) einer der schnellsten Kreuzer seiner Zeit. Der Antrieb bestand aus zwei Brown-Curtis-Dampfturbinen mit sechs Kesseln, die zusammen 40.000 PS (29,4 MW) auf zwei Schrauben abgaben. Der Brennstoffvorrat betrug 1.060 t, womit die Dragon bei 29 Knoten Höchstgeschwindigkeit 1.480 Seemeilen (2.741 km) und mit 10 Knoten (18,5 km/h) bis zu 6.700 Seemeilen (12.408 km) weit fahren konnte. Der Kreuzer war leicht gepanzert. Die Stärke der Panzerung der Seiten und des Kommandodecks betrug 76 mm. Die Tanks und die Munitionskammern waren mit 57 mm Panzerstahl geschützt, das Hauptdeck mit 25 mm. Die Bewaffnung bestand anfangs aus sechs 15,2-cm-Geschützen, zwölf Torpedorohren, zwei 7,62 cm und zwei 4,0-cm-Flugabwehrkanonen.

## Einsatzgeschichte

### In britischem Dienst
Zwischen Oktober und November 1919 operierten die Dragon und ihre Schwesterschiffe HMS Danae und HMS Dauntless in der Ostsee. Sie griffen auf der Seite der Weißen Armee in den russischen Bürgerkrieg ein. Der Verband unterstützte die litauischen Streitkräfte gegen die Bolschewiki.
1923 übernahm die Special Service Squadron den Kreuzer. Es handelte sich um eine kleine Flotte, der außerdem noch die Schlachtkreuzer Hood und Repulse sowie die baugleichen Leichten Kreuzer Delhi, Danae und Dauntless angehörten. Dem Verband schloss sich im Indischen Ozean die Dunedin an, die dann in Neuseeland als Stationsschiff verblieb. Ab Australien schloss sich der australische Leichte Kreuzer Adelaide den Schlachtkreuzern auf dem Rückmarsch nach Großbritannien an. Der Verband diente Propagandazwecken und sollte eine Weltumfahrung durchführen. Die Schiffe verließen Devonport am 27. November 1923 in Richtung Freetown. Danach wurden die Häfen von Kapstadt, Port Elizabeth, East London und Durban, das am 31. Dezember erreicht wurde, angelaufen. Im neuen Jahr wurden Sansibar und Mombasa angelaufen. Vor Trincomalee schloss sich dann die Dunedin dem Verband an, der über Penang noch Singapur, Albany, Adelaide, Melbourne, Hobart, Sydney und Wellington besuchte. Neuseeland wurde am 16. Mai verlassen und anschließend Suva und Samara auf den Fidschis angelaufen. Die nächsten Ziele waren Honolulu (6. Juni) und für die Leichten Kreuzer der kanadische Marinestützpunkt Esquimalt (21. Juni). Der Verband erreichte am 11. Juli 1924 San Francisco und wurde dort aufgeteilt. Während die beiden Schlachtkreuzer mit der Adelaide durch den Panamakanal in die Karibik und über Jamaika nach Halifax und Quebec.
Die vier Leichten Kreuzer der 1st Light Cruiser Squadron umfuhren Südamerika und besuchten noch Callao; Dragon und Dauntless Talcahuano (8. bis 13. August), während die beiden anderen Kreuzer schon einen Tag früher in Valparaíso, dem Hafen der chilenischen Hauptstadt, gestoppt hatten. Durch die Magellanstraße gingen die Kreuzer in den Atlantik und besuchten Punta Arenas, die Falklandinseln und die Dragon allein den argentinischen Flottenstützpunkt Bahía Blanca vom 21. bis 26. August, während Danae und Delhi bis Buenos Aires und die Dauntless bis Montevideo weiterliefen. Nach dem anschließenden Besuch der brasilianischen Hauptstadt Rio de Janeiro (1. bis 8. September) liefen die Kreuzer über die Kapverden zurück in die Heimat und trafen kurz vor dem Ziel mit den aus Neufundland kommenden Schlachtkreuzern Hood und Repulse und der australischen Adelaide zusammen. Die Dragon beendete die Reise mit der Danae am 29. September 1924 in Sheerness.
Bis Ende 1928 blieb der Kreuzer, anfangs mit den anderen Kreuzern der „Empire Cruise“, bei der ins Mittelmeer versetzten „1st Light Cruiser Squadron“.

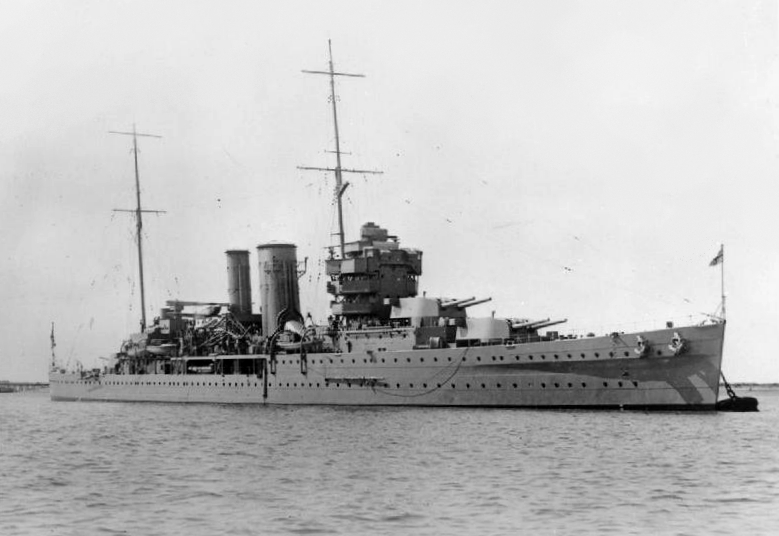
Die York

Nach einer Überholung kam die Dragon im März 1930 zur „8th Light Cruiser Squadron“ auf der America and West Indies Station, wo sie neben dem Flaggschiff York und verschiedenen Schwesterschiffen bis zum Juli 1937 im Dienst blieb. Abgelöst wurde sie durch den moderneren Leichten Kreuzer Orion. Das Schiff wurde dann überholt und der Reserve am Nore zugeteilt.

### Zweiter Weltkrieg
Zu Beginn des Zweiten Weltkrieges wurde die Dragon der 7th Cruiser Task Force zugewiesen und patrouillierte bei den Shetlandinseln auf der Suche nach deutschen U-Booten. Im November 1939 nahm sie an der Jagd nach dem deutschen Panzerschiff Admiral Graf Spee teil, operierte im Februar 1940 im Mittelmeer und kehrte anschließend in den Atlantik zurück. Am 16. September 1940 konnte der französische Zerstörer Touareg erobert werden.
Am 23. September 1940 fuhr der Kreuzer vor die Küste des unter Vichy-französischer Kontrolle stehenden Dakar im heutigen Senegal und nahm an der Operation Menace, einem misslungenen freifranzösischen Versuch, die Kolonie zu übernehmen, teil. Gemeinsam mit den Zerstörern Inglefield und Foresight wurde der Hafen von Dakar beschossen. Die Foresight versenkte das französische U-Boot Persée. Die Dragon lief anschließend nach Freetown und beteiligte sich im Dezember 1940 an der erfolglosen Jagd nach dem deutschen Panzerschiff Admiral Scheer.
Bis November 1941 wurde sie im Atlantik als Geleitschiff für verschiedene Konvois eingesetzt und danach nach Asien beordert. Am 20. Januar 1942 wurde das Kriegsschiff der Einsatzgruppe im Gelben Meer zugeteilt. Nach dem Fall von Singapur musste die Dragon gemeinsam mit der Caledon und der niederländischen Jacob van Heemskerck von Ceylon aus operieren. Die Dragon lief im Mai 1942 nach Madagaskar, wo ein Großteil der Besatzung an Land gesetzt wurde. Die Männer waren für den Einsatz auf anderen Einheiten vorgesehen. Das Schiff sollte nach Großbritannien zur Überholung fahren. Nur noch mit einer Rumpfbesatzung bemannt, konnte der Kreuzer nicht mehr vollständig autark operieren. Man war gezwungen, sich verschiedenen Konvois anzuschließen. Die Überfahrt nach Liverpool dauerte über ein halbes Jahr.

### In polnischem Dienst
Am 15. Januar 1943 wurde die Dragon an die polnische Marine übergeben und von ihr unter gleichem Namen in Dienst gestellt. Sie wurde anschließend von der Cammell-Laird-Werft in Birkenhead überholt und modernisiert. So wurde die Flugabwehrbewaffnung verstärkt, Wasserbombenbewaffnung eingeführt aber auch die Torpedorohre und ein schweres Geschütz abgerüstet. Außerdem wurde moderne elektrische Ausrüstung, wie beispielsweise Radar, eingebaut. Der Werftaufenthalt endete am 23. August 1943. Der Kreuzer lief anschließend nach Scapa Flow. Es folgten mehrere Geleitmissionen im Tonnagekrieg der Atlantikschlacht. So eskortierte die Dragon ab dem 20. Februar 1944 gemeinsam mit den Kreuzern Berwick und Jamaica den Nordmeergeleitzug JW-57 nach Murmansk und auf dem Rückweg den Geleitzug RA-57.
Nach der Rückkehr wurden in Vorbereitung der Landung in der Normandie gemeinsam mit mehreren großen Einheiten Angriffe auf Landziele und die Unterstützung einer Seelandung intensiv geübt.
Am 2. Juni 1944 lief die Dragon gemeinsam mit den Schlachtschiffen Ramillies und Warspite, den Kreuzern Mauritius, Frobisher und Arethusa sowie dem Schwesterschiff Danae und 24 kleineren Einheiten in Richtung Normandie aus. Kurz vor der Landung wurden im Rahmen der Operation Neptun deutsche Küstenbatterien bei Colleville-sur-Orne und am Sword Beach aus etwa vier Kilometer Entfernung beschossen. Durch deutsches 10,5-cm-Abwehrfeuer wurden drei Seeleute verletzt und der Kreuzer zog sich zurück, wobei die Ramillies und der Monitor HMS Roberts Feuerschutz gaben. Die 10,5-cm-Küstenbatterie wurde anschließend von der Roberts ausgeschaltet. Am Morgen des 6. Juni 1944, des D-Day, wurde die Dragon zum Juno Beach beordert, um die alliierten Landungstruppen mit ihrer Artillerie zu unterstützen. Am folgenden Tag nahm sie deutsche Stellungen bei Caen unter Feuer. Am 8. Juni gab es schwere technische Probleme mit den Kommunikationssystemen und das Bombardement konnte erst in der Nacht weitergeführt werden. Ziel war die 21. Panzerdivision in der Nähe von Varaville. Am 9. Juni kam es zu einem Artillerieduell mit einer deutschen Küstenschutzstellung bei Houlgate. Anschließend lief das polnische Kriegsschiff nach Portsmouth, um neue Munition zu laden.
Zwischen dem 12. und dem 17. Juni wurden erneut Landziele bei Caen, Gouneville, Lebisey und Varaville beschossen. In diesem Zeitraum griff auch ein unbekanntes U-Boot den Kreuzer erfolglos mit Torpedos an. Am 18. Juni eskortierte die Dragon das Schlachtschiff Nelson nach Portsmouth. Die Nelson war auf eine Seemine gelaufen und beschädigt.
Am 7. Juli 1944 kehrte der Kreuzer nach Caen zurück, um bei der Einnahme der seit einem Monat belagerten Stadt Artillerieunterstützung zu geben. Am frühen Morgen des 8. Juli wurde die Dragon bei 49° 22′ N, 0° 21′ W um 5:40 Uhr von einem deutschen Kleinst-U-Boot vom Typ Neger angegriffen und schwer beschädigt. Bei dem Angriff fanden 21 polnische Seeleute den Tod. Das Schiff bekam 9° Schlagseite und begann zu sinken, konnte aber stabilisiert und später in flacheres Gewässer geschleppt werden. Das Kleinst-U-Boot wurde vom Obergefreiten Walter Gerhold gesteuert, der für den erfolgreichen Angriff das Ritterkreuz des Eisernen Kreuzes verliehen bekam.
Nach dem Leerpumpen des gefluteten Maschinenraums war zu erkennen, dass der Rumpf ein Leck von schätzungsweise 5 × 15 m hatte. Obwohl das Schiff immer noch schwimmfähig und auch reparierbar war, wurde entschieden, es aufzugeben. Am 10. Juli verließ der Großteil der überlebenden Besatzung das Schiff. 15 Mann wurden zurückgelassen, die wichtige Ausrüstungsgegenstände demontierten. Es wurden noch zwei Leichname gefunden, die auf See bestattet wurden. Am 16. Juli wurde die Dragon außer Dienst gestellt und am 20. Juli als künstliches Riff für den Mulberry-Hafen B bei Courseulles-sur-Mer versenkt.
Am 4. Oktober 1944 wurde das Schwesterschiff Danae als Nachfolger der Dragon von der polnischen Marine als ORP Conrad in Dienst gestellt. Die Besatzung des Kreuzers bestand überwiegend aus den Überlebenden der Dragon.